# Tales of Kenzera: Zau
Tales of Kenzera: ZAU, est un jeu vidéo Metroidvania développé par Surgent Studios et publié par Electronic Arts sous son label EA Originals. Le jeu est sorti sur Windows, Nintendo Switch, PlayStation 5 et Xbox Series X et Series S en avril 2024.

## Système de jeu
Le jeu suit l’histoire d’un jeune chaman nommé Zau, qui doit capturer les esprits de trois monstres comme offrandes à Kalunga, le Dieu de la Mort, qui promet de ranimer son père. Zau est très athlétique, capable de double sauter, de sauter au mur et de se précipiter dans l’air. Zau est équipé de deux armes: le masque solaire et le masque lunaire. Le masque solaire permet à Zau d’infliger des dégâts de mêlée de près, tandis que le masque lunaire lui permet d’infliger des dégâts aux ennemis de loin. Les deux masques ont leurs propres chemins d’amélioration distincts. Lorsque les joueurs vaincront des ennemis, ils collecteront "Ulogi", une forme d’énergie d’âme qui peut être utilisée pour acheter de nouvelles compétences pour Zau. Tales of Kenzera est un jeu Metroidvania 2.5D. Les joueurs acquerront progressivement de nouvelles compétences, leur permettant de débloquer de nouveaux chemins pour progresser.

## Développement
Abubakar Salim, qui est surtout connu pour être l’acteur de Bayek dans Assassin's Creed Origins, est le principal créateur du jeu. Il a fondé Surgent Studios en 2019, et Tales of Kenzera est le premier projet du studio. Tales of Kenzera a été inspiré par la propre expérience de Salim du deuil de la perte de son père. Il a décrit le genre Metroidvania comme "l’encapsulation parfaite de ce qu’est le chagrin", parce que les joueurs du jeu sont lâchés dans un monde étrange et étranger se sentant confus au début du jeu, mais à mesure que les joueurs progressent dans le jeu et acquièrent de nouvelles perspectives, ils donnent progressivement un sens à leur expérience. Le jeu a été fortement inspiré par la culture bantoue et l’expérience personnelle de Salim avec des groupes tribaux lors du tournage de Raised by Wolves en Afrique du Sud. L’histoire a également été inspirée par des jeux de rôle sur table, avec Critical Role Productions (en) aidant au développement du jeu. Nainita Desai (en) est la compositrice du jeu. Salim décrit les bandes sonores du jeu comme un mélange de synthé, de sons électriques et de musique traditionnelle africaine, et les compare à la musique de Black Panther et Tenet.
Surgent Studios (alors connu sous le nom de Silver Rain Games) a annoncé qu’il s’était associé à l’éditeur Electronic Arts pour le développement d’un nouveau jeu en mars 2021. Le jeu a été officiellement annoncé par Salim lors des Game Awards en décembre 2023. Il est prévu de sortir pour Windows PC, Nintendo Switch, PlayStation 5 et Xbox Series X et Series S sous le label de publication EA Originals le 23 avril 2024.